# Anariste
Anariste — монотиповий рід грибів родини Asterinaceae. Назва вперше опублікована 1927 року.

## Класифікація
До роду Anariste відносять 1 вид:
- Anariste poliothea.

## Поширення та середовище існування
Знайдений на живих листках Phoebe neurophylla в Коста-Риці.